# Vedran Zrnić
Vedran Zrnić, hrvaški rokometaš, * 26. september 1979.
Leta 2004 je na poletnih olimpijskih igrah v Atenah v sestavi hrvaške reprezentance osvojil zlato olimpijsko medaljo.